# Дені Сассу-Нгессо
Дені Сассу-Нгессо (фр. Denis Sassou Nguesso МФА: [dəˈni sasungɛˈso]; нар. 23 листопада 1943) — конголезький політичний діяч, президент Республіки Конго від 1979 до 1992 року та від 1997 року.

## Біографія
Виходець з селянської родини племені Мбоші. У 1961 закінчив школу, вступив на військову службу. Вступив до лав збройних сил в 1960 році, напередодні здобуття країною незалежності. Здобув військову освіту в Алжирі та Сен-Мексан-л'Еколь у Франції. У 1963 закінчив військове училище у Франції. Потім обіймав різні командні посади в армії Конго.
Був одним з організаторів перевороту в 1968 році, в серпні 1968 став членом правлячої хунти — Національної ради революції. З 1969 обіймав вищі посади в конголезькій партії праці. З 1972 — куратор армії по партійній лінії. У 1975—1977 — партійний куратор оборони і держбезпеки. З 1976 — міністр оборони. З 1977 — полковник.
З березня 1979 — президент Республіки, глава уряду і глава партії, а також за сумісництвом міністр оборони, міністр держбезпеки і міністр внутрішніх справ.
Був переобраний на посаду президента Республіки у 2002 році з 90 % голосами виборців. 12 липня 2009 відбулися чергові президентські вибори. Окрім чинного президента Республіки, в них брали участь ще 12 кандидатів. Однак, на думку багатьох оглядачів, деякі з них були людьми, спеціально висунутими президентом з метою роздроблення опозиції, тоді як інші представляли карликові партії, і не мали шансу на перемогу.
У другому турі президентських виборів, що відбулися 20 березня 2016 року виборов 60 % голосів виборців.